# 大分市立吉野小学校
大分市立吉野小学校（おおいたしりつ よしのしょうがっこう）は、大分県大分市大字辻にある公立小学校。

## 概要
吉野小学校がある吉野地区は、大分市の南東端に位置し、臼杵市と隣接しており、梅園や吉野鶏めしが有名である。
過疎化及び高齢化の進展によって児童数は減少傾向にあったが、近年、校区内に2つの住宅団地が開発されたことにより増加に転じている。その一方で、児童のほとんどは新たに開発された団地に住んでおり、地域との交流が少ないという新たな課題も生まれている。現在の児童数は約300人弱で、総学級数は13学級である。
本校の校区は吉野中学校と共通しており、本校の卒業生は、私立中学への進学者などを除き、ほとんどが吉野中学校に進学する。

## 沿革
- 1875年（明治8年） - 芳野学校として開校
- 1879年（明治12年） - 芳野簡易学校に改称
- 1893年（明治26年） - 芳野尋常小学校に改称
- 1941年（昭和16年） - 吉野村立吉野国民学校に改称
- 1947年（昭和22年） - 吉野村立吉野小学校に改称
- 1954年（昭和29年）4月 - 吉野村が合併して大南町となったのに伴い、大南町立吉野小学校に改称
- 1963年（昭和38年）3月 - 大南町が合併し大分市となったのに伴い、大分市立吉野小学校に改称

## 通学区域
福良、吉野原、宮尾、月形、辻、杉原、奥、萩尾、志津留

## アクセス
- バス：大分バス吉野バス停下車